# ヤロスワフ・イヴァシュキェヴィッチ
ヤロスワフ・イヴァシュキェヴィッチ（ポーランド語: Jarosław Leon Iwaszkiewicz, 1894年2月20日 - 1980年3月2日）はポーランドの小説家、詩人。

## 生涯
ウクライナのカルニク村でポーランド人の家庭に生まれ、キエフ大学で法学を修める。第一次世界大戦の後にポーランドのワルシャワへ移って議員秘書、外務省の職員として仕事を得た。イヴァシュキェヴィッチは創作した小説や戯曲を発表するようになり、第二次世界大戦後には国会議員と文芸雑誌の編集者の仕事を行いながら作品の執筆にあたった。

## 作品

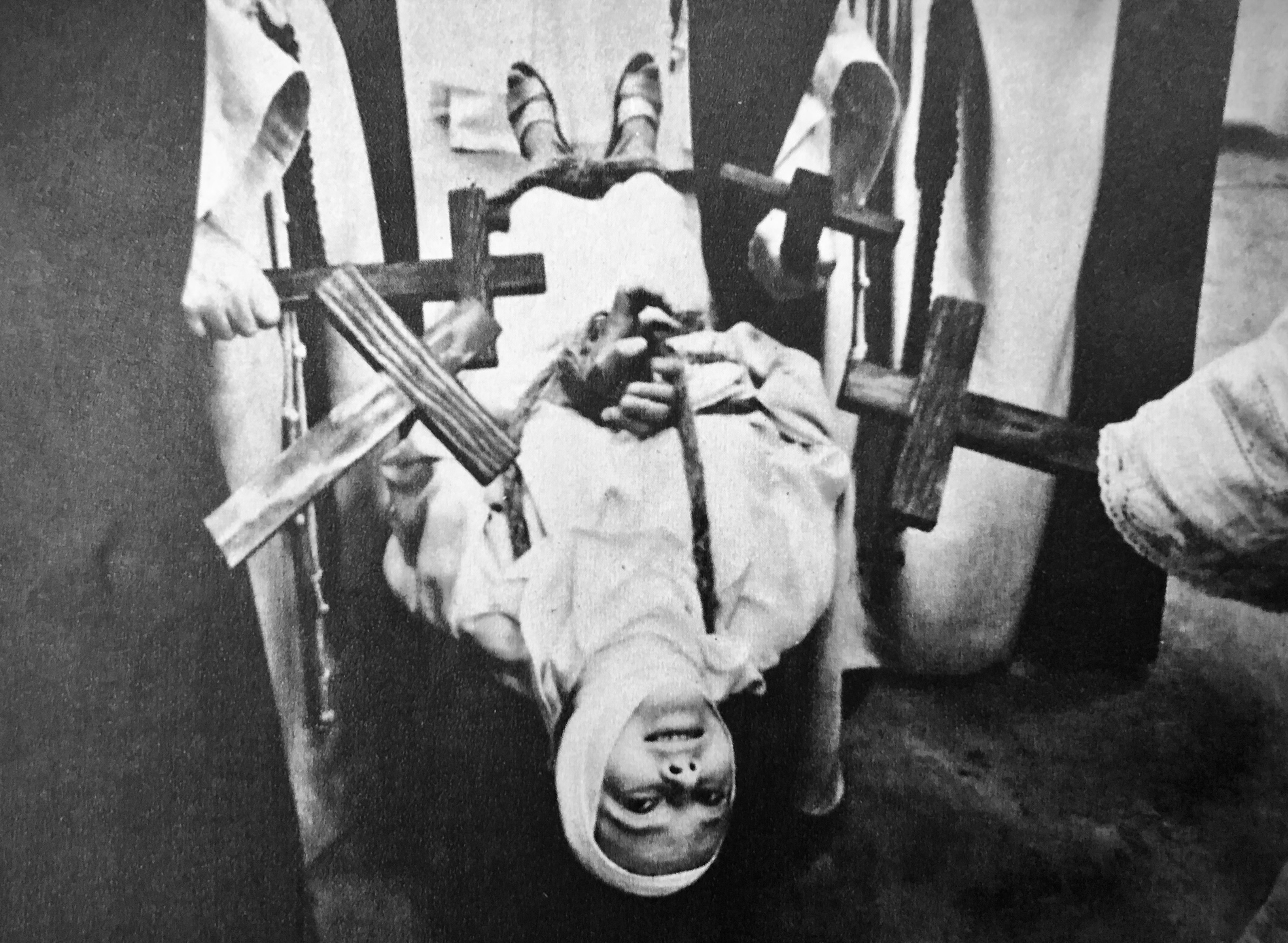
『尼僧ヨアンナ』はイェジー・カヴァレロヴィチ監督によって1961年に映画化された。

- 『栄光と賞賛』
- 『白樺の林』
- 『尼僧ヨアンナ』[1]
- 『ヴィルコの娘達』

## 日本語訳
- 尼僧ヨアンナ（福岡星児訳、「東欧の文学」恒文社、新版1990年）
- 尼僧ヨアンナ（関口時正訳[2]、岩波文庫、1997年）
- ノアンの夏　ショパンとジョルジュ・サンド（つかだみちこ訳、未知谷、1998年）
- 新しい恋（小原いせ子訳、未知谷「文学の贈物―東中欧文学アンソロジー」に収録、2000年）